# 스트림라인 모던

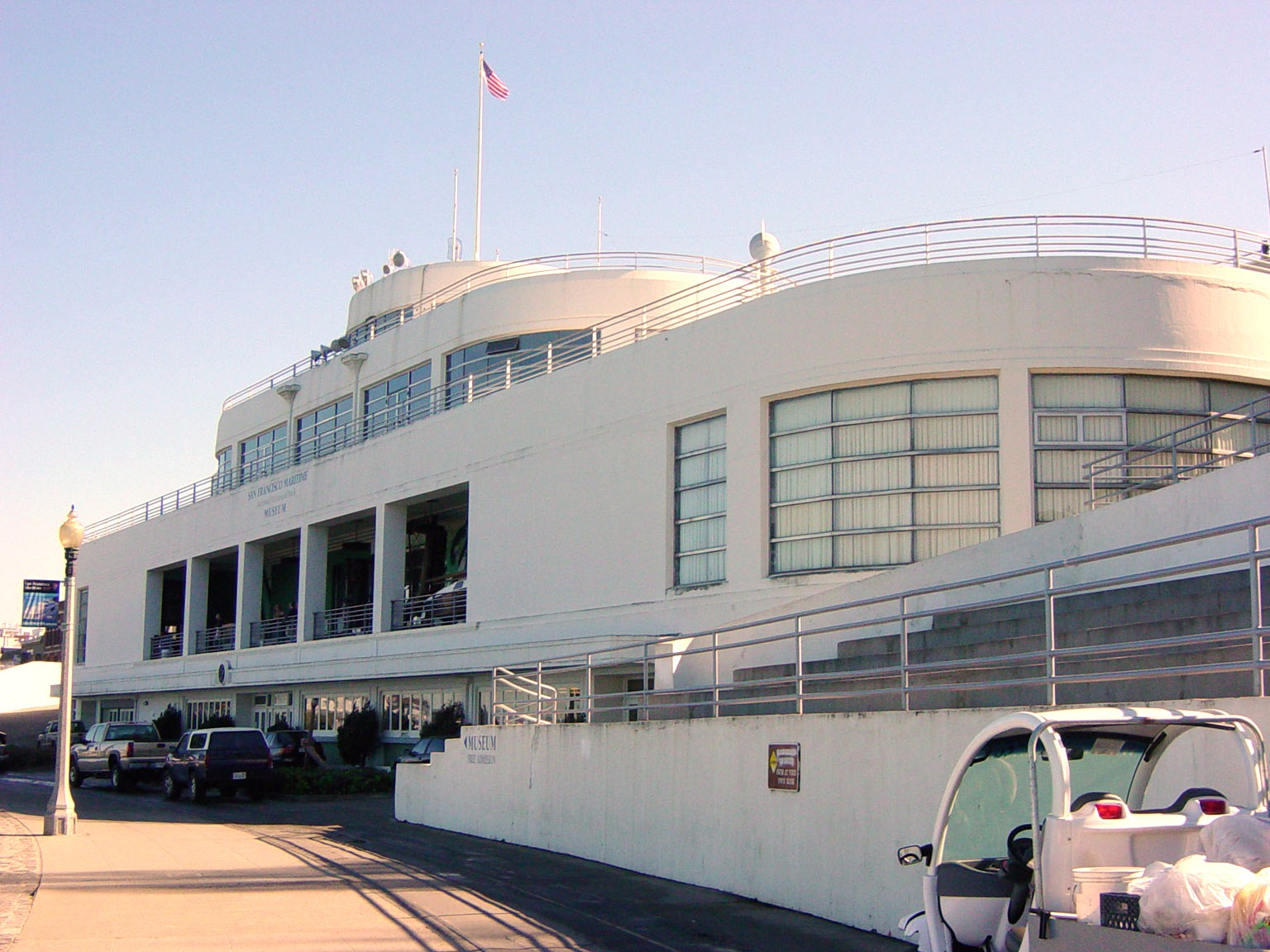

스트림라인 모던(Streamline Moderne)은 1930년대에 등장한 국제적인 아르데코 건축 및 디자인 스타일이다. 공기역학적 디자인에서 영감을 받아 곡선 형태, 긴 수평선, 때로는 항해적 요소를 강조했다. 산업 디자인에서는 철도 기관차, 전화, 버스, 가전제품 및 기타 장치에 사용되어 매끈함과 현대성을 느끼게 했다.
프랑스에서는 파크보트(paquebot) 스타일 또는 "오션 라이너 스타일"이라고 불렸고, 1932년에 출시된 고급 오션 라이너 SS 노르망디의 디자인에서 영향을 받았다.

## 같이 보기
- 구기 건축
- 유선형 차량